# حصن المنترب

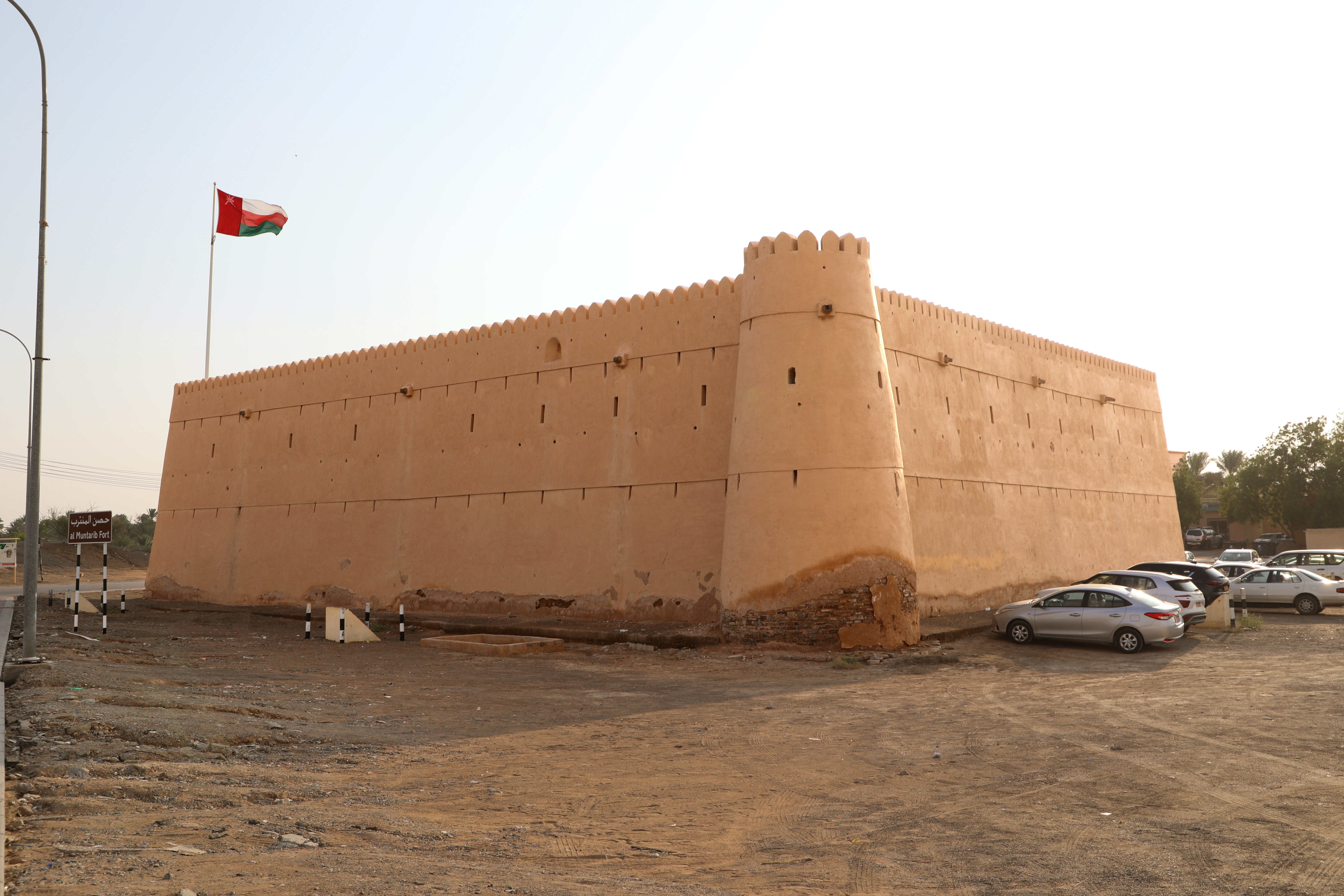
حصن المنترب

 قلعه منترب  (به عربی: حصن ا لمنترب) یکی از قلعه‌های مشهور کشور پادشاهی عمان است، و یکی از (نقاط دیدنی سلطنت عمان) به‌شمار می‌آید.  قلعه منترب  در شهرستان بدیة به عربی ( ولایة بدیة ) یکی از شهرستان‌های منطقه شرقی واقع شده‌است.
این دژ در قلب واحهٔ بدیه، در نزدیکی (رمال شرقیه) واقع شده‌است، باغ‌های از درخت نخل خرما آن را احاطه نموده‌است، در دوران پیشین این منطقه موطن أصلی گروه‌هایی از بدوهای متنقل بوده‌است، و در أصل منطقهٔ حشم‌نشین بوده‌است، مخصوصاً در ماه‌های ژوئن تا سپتامبر گروه‌هایی بدو در کنار این قلعه اتراق می‌نموده‌اند، و در جمع‌آوری ثمر نخل خرما به أهالی منطقه کمک می‌کرده أند، و در مقابل کرایه أی نظیر این أعمال دریافت می‌کرده أند.